# IT-direktör
IT-direktör eller IT-chef (engelska: Chief Information Officer – CIO eller Chief Technology Officer - CTO) är en person på direktörsnivå som svarar för teknisk utveckling och/eller interna system.
Arbetet som IT-direktör kräver både ledaregenskaper och fördjupade kunskaper inom data och IT-teknik. En IT-chef bör ha en drivkraft i förändringsarbete, vara serviceinriktad och ha ett strategiskt förhållningssätt.
En IT-direktör har ofta utbildning som civilingenjör inom datateknik.